# Saint-Léonard (Wogezy)
Saint-Léonard – miejscowość i gmina we Francji, w regionie Grand Est, w departamencie Wogezy.
Według danych na rok 1990 gminę zamieszkiwało 1 210 osób, a gęstość zaludnienia wynosiła 83 osób/km² (wśród 2335 gmin Lotaryngii Saint-Léonard plasuje się na 322. miejscu pod względem liczby ludności, natomiast pod względem powierzchni na miejscu 358.).